# Pantoporia godelewa
Pantoporia godelewa är en fjärilsart som beskrevs av Hans Fruhstorfer 1908. Pantoporia godelewa ingår i släktet Pantoporia och familjen praktfjärilar. Inga underarter finns listade i Catalogue of Life.